# カレンツァーノ
カレンツァーノ（伊: Calenzano）は、イタリア共和国トスカーナ州フィレンツェ県にある、人口約18,000人の基礎自治体（コムーネ）。

## 地理

### 位置・広がり
フィレンツェの約15㎞北北西に位置する。

#### 隣接コムーネ
隣接するコムーネは以下の通り。括弧内のPOはプラート県所属を示す。
- バルベリーノ・ディ・ムジェッロ
- カンピ・ビゼンツィオ
- プラート (PO)
- スカルペリーア・エ・サン・ピエロ
- セスト・フィオレンティーノ
- ヴァーリア
- ヴァイアーノ (PO)

### 気候分類・地震分類
カレンツァーノにおけるイタリアの気候分類 (it) および度日は、zona D, 1740 GGである。
また、イタリアの地震リスク階級 (it) では、zona 3 (sismicità bassa) に分類される。

## 行政

### 分離集落
カレンツァーノには以下の分離集落（フラツィオーネ）がある。
- Baroncoli, Carraia, Collina, Croci di Calenzano, Leccio, Legri, Ponte Nuovo, Querciola, San Bartolo, San Donato, San Pietro in Casaglia, Secciano, Settimello, Sommaia, Spazzavento, Travalle

## 交通
カレンツァーノには、プラート、フィレンツェ、ピストイア、ルッカを結ぶ地方鉄道の駅がある。また、A1高速道路でも行くことができる。
バス路線は、プラート、フィレンツェ、カンピ・ビゼンツィオ、バルベリーノと接続している。